# David Robert Mitchell
David Robert Mitchell (Michigan, 19 de outubro de 1974) é um escritor e cineasta norte-americano.